# American Pastoral
American Pastoral es una película de crimen-drama estadounidense de 2016 dirigida por Ewan McGregor, haciendo su debut como director, y escrito por John Romano y Noah Haidle. Está basada en la novela de 1997 del mismo nombre escrita por el escritor estadounidense Philip Roth, con la que ganó el Premio Pulitzer y la National Medal of Arts. La película está protagonizada por Ewan McGregor, Dakota Fanning, Jennifer Connelly, Rupert Evans, y Valorie Curry. El primer tráiler apareció en junio de 2016, se estrenó en el Festival Internacional de Cine de Toronto en septiembre de 2016 y en el Festival Internacional de Cine de San Sebastián.
American Pastoral es una de las dos adaptaciones cinematográficas del año 2016 escrita por Philip Roth, junto con Indignation.

## Producción
En 2003, Lakeshore Entertainment inició el desarrollo de la película con Phillip Noyce como director, bajo el título abreviado "Pastoral". Más tarde Paramount Pictures adquirió los derechos, y en mayo de 2012 Fisher Stevens fue contratado para dirigir el guion adaptado por John Romano. "Sidney Kimmel Entertainment" se adjuntó a Lakeshore como financiadores y productores. Jennifer Connelly y Paul Bettany fueron elegidos para los papeles principales y Evan Rachel Wood como su hija. Tom Rosenberg y Gary Lucchesi serían los productores. Mandy Patinkin se une al elenco, y el rodaje se desarrollaría en Pittsburgh.
El 23 de junio de 2014, Ewan McGregor firmó para interpretar el papel principal de Seymour "Sueco" Levov, ex-estrella del deporte de la escuela secundaria y un exitoso hombre de negocios Judío-Americano. Phillip Noyce fue contratado de nuevo para dirigir la película. El 4 de agosto, Connelly firmó para interpretar a Dawn Dwyer Levov, la exreina de belleza y esposa de Levov. El 6 de agosto, Dakota Fanning se añadió al elenco de la película para interpretar a la hija, Merry Levov. En octubre del año 2015, Lucas Whoriskey se unió al reparto como el hijo de Jacob Ewan Levov.
El 18 de febrero de 2015, se anunció que McGregor dirigiría la película, haciendo su debut después de que Noyce abandonó el proyecto. El 9 de julio de 2015, Valorie Curry se unió al elenco de la película para interpretar a Rita Cohen, una misteriosa joven. El 2 de septiembre de 2015, David Strathairn, Uzo Aduba, y Peter Riegert se añadieron al reparto para interpretar al excompañero Nathan Zuckerman, Vicky, y Lou Levov, respectivamente. Corey Stoll también se unió a la película con un papel no especificado (que no apareció en la versión terminada del filme). El 15 de octubre, Rupert Evans firmó para interpretar el hermano menor de Seymour Jerry Levov. Molly Parker también se unió a la película.

## Reparto
- Ewan McGregor como Seymour "Swede" Levov, ex-estrella del deporte de la escuela secundaria y un exitoso hombre de negocios Judío-Americano. Su personaje se basa en un famoso atleta Universitario.
- Jennifer Connelly como Dawn Dwyer Levov, exreina de belleza y esposa de Seymour.
- Dakota Fanning como Merry Levov, hija de Seymour y Dawn, que comete un acto de terrorismo político a la edad de 16.
- Lucas Whoriskey como Jacob Levov
- Rupert Evans como Jerry Levov, el hermano menor de Seymour.
- Valorie Curry como Rita Cohen, una misteriosa mujer.
- David Strathairn como Nathan Zuckerman, un antiguo compañero de clase del hermano de Seymour, Jerry.
- Uzo Aduba como Vicky.
- Peter Riegert como Lou Levov, padre de Seymour y un exitoso hombre de negocios Judío-Americano fabricante de guantes.
- Molly Parker como la Dr. Sheila Smith.

## Rodaje
El rodaje de la película comenzó el 21 de septiembre, del año 2015 en Pittsburgh y Pensilvania.

## Lanzamiento
El 28 de abril de 2016 se anunció que, American Pastoral se estrenaría en salas de cine limitadas el 21 de octubre del año 2016.
- Datos: Q16526429
- Multimedia: Premiere of American Pastoral at the 2016 Toronto International Film Festival / Q16526429